# Unieradz
Unieradz (deutsch Neurese, auch Nerese, plattdeutsch Neires) ist ein Dorf in der Woiwodschaft Westpommern in Polen. Es gehört zur Gmina Siemyśl (Gemeinde Simötzel) im Powiat Kołobrzeski (Kolberger Kreis).

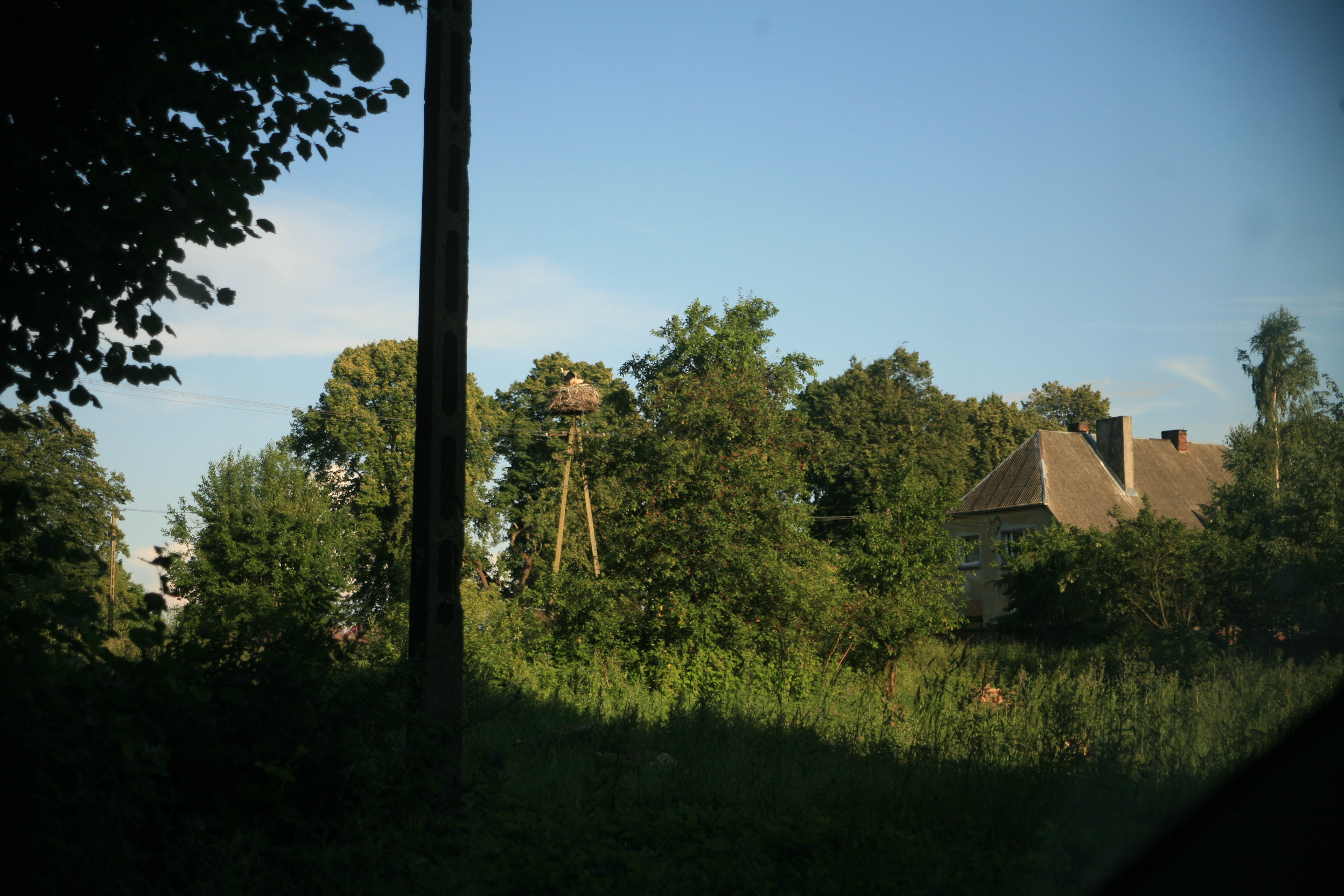
Ortsbild mit Storchennest (Aufnahme von 2014)

## Geographische Lage
Das Dorf liegt in Hinterpommern, etwa 5 Kilometer nordöstlich von Siemyśl (Simötzel), 13 Kilometer südlich von
Kołobrzeg (Kolberg) und 97 Kilometer nordöstlich der regionalen Metropole Stettin.
Im Süden der Gemarkung liegen die zugehörigen Wohnplätze Izdebno (Justinenthal) und Wszemierzyce (Marienhof).

## Geschichte
Das Dorf wurde im 13. Jahrhundert im Herzogtum Pommern im Rahmen der Deutschen Ostsiedlung angelegt. Die ursprüngliche Dorfform war die eines Sackangerdorfes. Auf dem Anger steht die Dorfkirche.
Im Jahre 1266 verkaufte der Camminer Bischof Hermann von Gleichen das damals „Nerese“ genannte Dorf an das Kloster Dargun. Hierüber liegt auch eine Urkunde aus dem Jahre 1269 vor, nach der zusätzlich das benachbarte Nessin an das Kloster verkauft wurde. Im Jahre 1278 wurde das Dorf als „Nyrezen“ genannt, im Jahre 1282 als „Unerese“.
Später gelangte Neurese in den Lehnsbesitz von Adligen, wann und auf welche Weise ist nicht überliefert. Im Jahre 1615 wurde Georg von Froreich (aus der ursprünglich deutsch-baltischen adligen Familie Froreich) mit Neurese belehnt. Froreich wurde im selben Jahr zum Landrentmeister ernannt. Froreich verkaufte Neurese um 1630 an Simon Fischer, einen herzoglichen Kammerrat. Später wurde Neurese ein Lehen der adligen Familie Manteuffel und war zeitweise in drei Anteile aufgeteilt.
Auf der Großen Lubinschen Karte des Herzogtums Pommern von 1618 ist das Dorf als „Nereße“ eingetragen.
Ewald Joachim von Eichmann, städtischer Landrat und Bürgermeister von Kolberg, kaufte in den Jahren 1704, 1707 und 1712 die drei Anteile und wurde so Besitzer von ganz Neurese. Nach seinem Tode 1714 fiel Neurese an seinen Sohn Matthias Friedrich von Eichmann. Dieser teilte im Jahre 1754 Neurese. Die eine Hälfte, Neurese A, behielt er; die andere Hälfte, Neurese B, übertrug er seinem Bruder Emanuel Ernst von Eichmann. Später gingen beide Gutsanteile durch verschiedene Hände. Unter den Besitzern von Neurese A ist für 1804 der Landrat Johann Wilhelm Christoph Steobanus von Wriechen genannt.
Im 19. Jahrhundert bestanden zeitweise der Gutsbezirk Neurese A, der Gutsbezirk Neurese B und eine kleine Landgemeinde Neurese nebeneinander:
Der Gutsbezirk Neurese A umfasste (Stand 1864) ein Gebiet von 394 Hektar. Davon gehörten zum Rittergut selbst 253 Hektar. Um 1850 wurde im Süden der Feldmark das Vorwerk Marienhof angelegt. Im Gutsbezirk Neurese A wurden (Stand 1867) 108 Einwohner gezählt.
Der Gutsbezirk Neurese B umfasste (Stand 1864) ein Gebiet von 345 Hektar. Im ersten Drittel des 19. Jahrhunderts wurde im Süden der Feldmark das Vorwerk Justinenthal angelegt. Im Gutsbezirk Neurese B wurden (Stand 1867) 119 Einwohner gezählt.
Die Landgemeinde Neurese umfasste (Stand 1864) ein Gemeindegebiet von 196 Hektar. In der Landgemeinde Neurese wurden (Stand 1867) 51 Einwohner gezählt.
Das Rittergut Neurese A wurde um 1880 aufgesiedelt, das Rittergut Neurese B schrittweise nach 1886. Insgesamt entstanden 33 neue Hofstellen, die überwiegend in der Feldmark verteilt angelegt wurden.
In den 1870er Jahren wurden die Gutsbezirke Neurese A und Neurese B zu einem Gutsbezirk Neurese zusammengelegt. Nach der Aufsiedlung der Güter wurde der Gutsbezirk 1895 aufgelöst und sein Gebiet in die Landgemeinde Neurese eingegliedert.
Bis 1945 bildete Neurese eine Gemeinde im Landkreis Kolberg-Körlin der Provinz Pommern. In der Gemeinde wurde neben Neurese noch Marienhof amtlich als Wohnplatz geführt, aber nicht mehr Justinenthal.
Gegen Ende des Zweiten Weltkriegs wurde Neurese durch die Rote Armee besetzt. Das Dorf kam, wie alle Gebiete östlich der Oder-Neiße-Grenze, an Polen. Die Dorfbewohner, die nicht zuvor geflohen waren, wurden durch Polen vertrieben. Der Ortsname wurde als „Unieradz“ polonisiert, wohl in Anlehnung an die aus dem Jahre 1282 überlieferte Namensform „Unerese“. Unter den polnischen Zuwanderern stammten viele aus der heutigen Ukraine und waren griechisch-unierter Konfession.

## Entwicklung der Einwohnerzahlen
- 1816: 144 Einwohner[3]
- 1855: 284 Einwohner[3]
- 1871: 277 Einwohner[3]
- 1905: 358 Einwohner[3]
- 1919: 356 Einwohner[3]
- 1933: 339 Einwohner[3]
- 1939: 323 Einwohner[3]

## Kirche

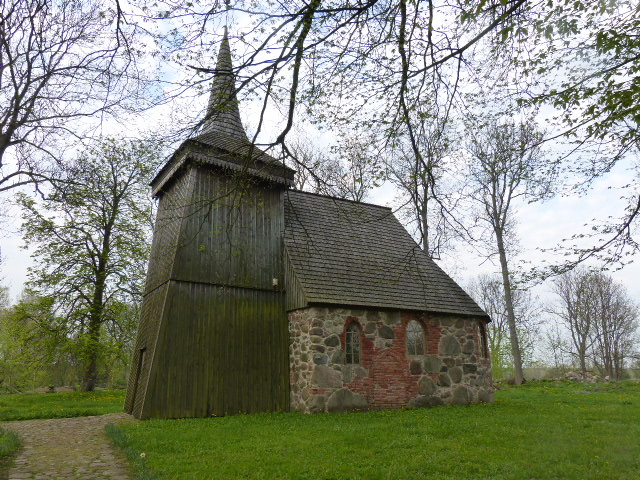
Kirche in Neurese (Aufnahme von 2014)

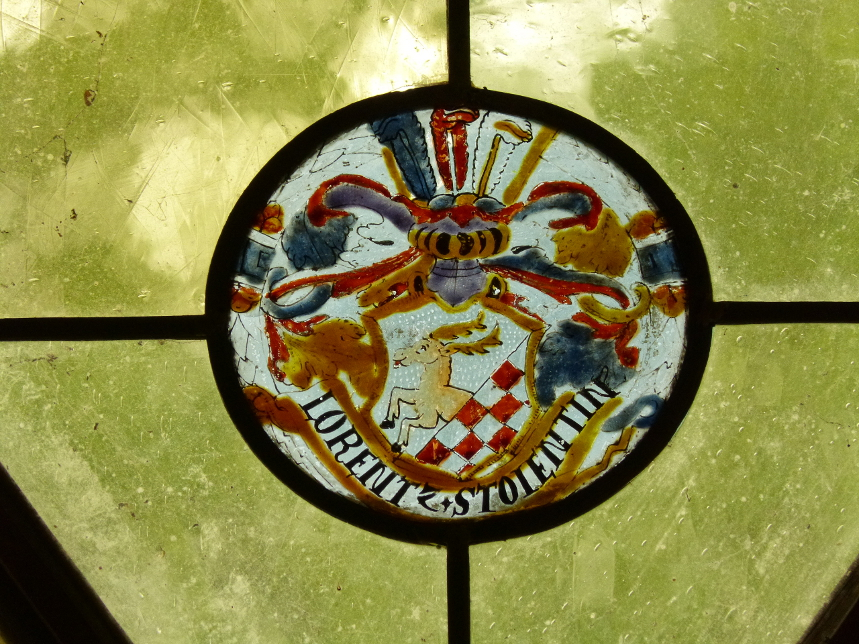
Kirchenfenster: Wappen der Familie Stojentin

Die Kirche in Neurese wurde um 1288 errichtet, also in der Zeit, als das Dorf dem Kloster Dargun gehörte. Sie hat denselben Grundriss wie die Kirche im benachbarten Nessin, das ebenfalls dem Kloster Dargun gehörte. Während das Nessiner Kirchengebäude aber, wohl um 1600, neu errichtet oder zumindest grundlegend renoviert wurde, ist das Kirchengemäuer in Neurese unverändert erhalten. Das Kirchenschiff ist aus Feldsteinen errichtet und nach Osten halbkreisförmig abgeschlossen. Der Kirchturm ist aus Holz.
In den Kirchenfenstern sind Wappen der Familien Manteuffel und Stojentin erhalten.

## Persönlichkeiten: Söhne und Töchter des Ortes
- Margarete Wietholz (1869–1916), deutsche Schriftstellerin, schrieb unter dem Pseudonym Margarete Nerese Erzählungen in plattdeutscher Sprache